# Hiroki Ito (fotbollsspelare född 1978)
Hiroki Ito (伊藤 宏樹 Ito Hiroki?), född 27 juli 1978 i Ehime prefektur, är en japansk före detta fotbollsspelare.
Ito började sin karriär 2001 i Kawasaki Frontale. Han spelade 390 ligamatcher för klubben. Han avslutade karriären 2013.